# Wang Jingzhe
Wang Jingzhe (chinesisch 王競哲; * 10. Mai 1997 in Changji, Uigurisches Autonomes Gebiet Xinjiang) ist eine chinesische Beachvolleyballspielerin.

## Karriere
Wang Jingzhe spielte von 2014 bis 2017 mit Wang Jingwen auf chinesischen Turnieren Beachvolleyball. Mit Wen Shuhui gewann sie auf der FIVB World Tour 2018/19 mehrere 2-Sterne-Turniere und erreichte beim 3-Sterne-Turnier in Qinzhou Platz drei. Bei der Asienmeisterschaft 2020 in Udon Thani wurden sie Zweite. Nach der Corona-Pause spielte Wang Jingzhe 2023 und 2024 an der Seite von Mushajiang Aheidan, mit der ihr Platz drei bei der Asienmeisterschaft 2023 in Fuzhou sowie 2024 der Sieg des Futures-Turniers in Qingdao gelang. Mit Dong Jie hatte sie auf höherwertigen Turnieren der World Pro Tour unterschiedlichen Erfolg. Im November 2024 wurde sie mit Xia Xinyi Asienmeisterin.